# Федотов, Георгий Иванович
Георгий Иванович Федотов — советский хозяйственный, государственный и политический деятель.

## Биография
Родился в 1906 году. Член КПСС с 1930 года.
С 1923 года — на хозяйственной, общественной и политической работе.
До 1938 гг. — хозяйственный и партийный работник в городе Москве.
- В 1938—1939 гг. — первый секретарь Москворецкого райкома ВКП(б) города Москвы.[1]
- В 1939—1941 гг. — заведующий организационно-инструкторским отделом Московского горкома ВКП(б).[1]
- В 1941—1942 гг. — первый секретарь Москворецкого райкома ВКП(б) города Москвы.[1]
- В 1942—1946 гг. — .заведующий организационно-инструкторским отделом Московского горкома ВКП(б).[1]
- В 1946—1959 гг. — партийный работник в аппарате Московского горкома КПСС и ЦК КПСС.
- В 1959—1976 гг. — заведующий сектором комсомольских и профсоюзных органов организационно-партийного отдела ЦК КПСС[2].

Делегат XVIII съезда ВКП(б).
Умер в Москве в 1989 году.

## Награды
- Орден Трудового Красного Знамени (04.12.1941)[5]
- Орден Трудового Красного Знамени (29.06.1966)
- Орден Трудового Красного Знамени (26.08.1971)[6]
- Орден Красной Звезды (16.09.1945)[7]